# Korzikai csuszka

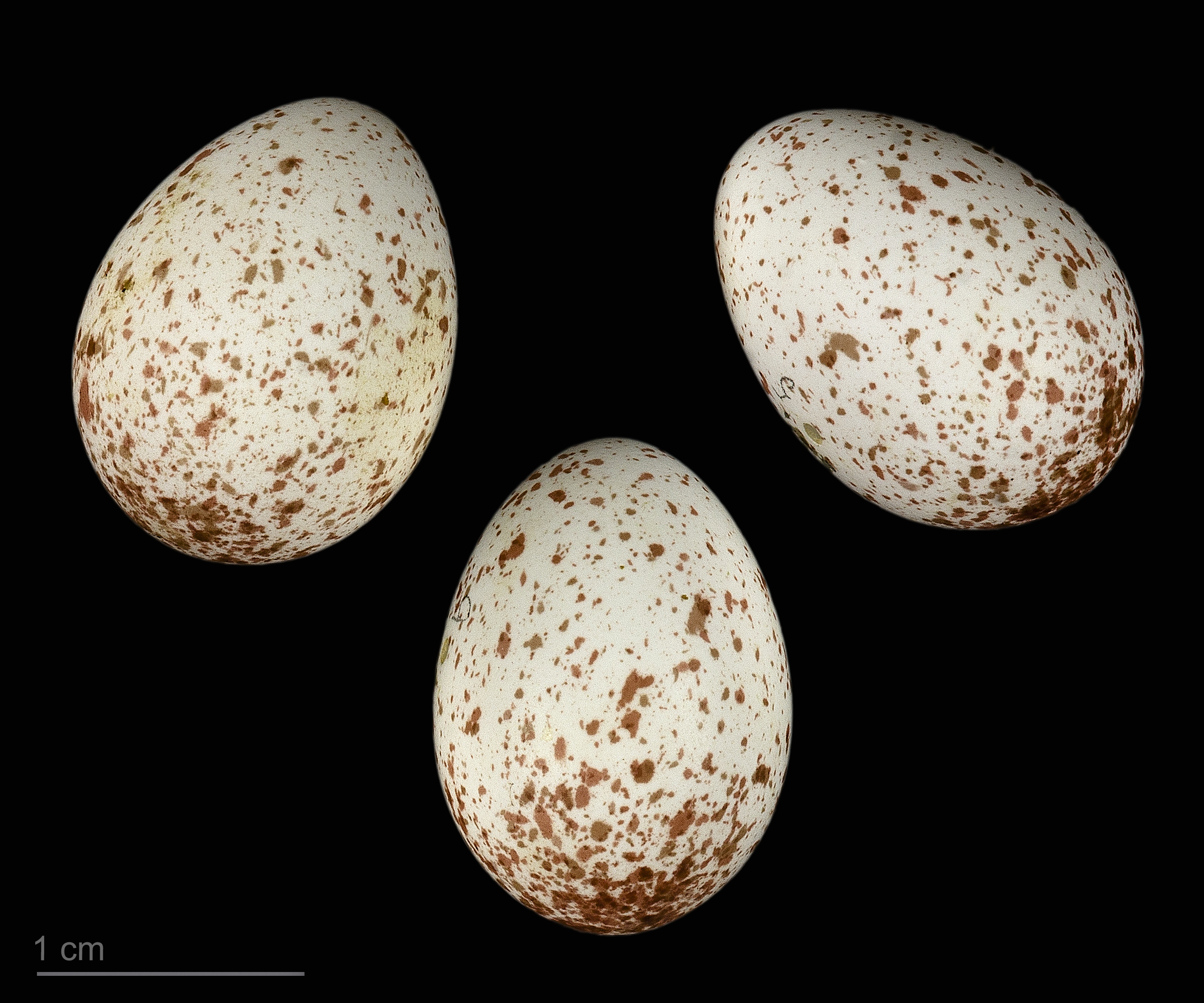
Sitta whiteheadi

A korzikai csuszka (Sitta whiteheadi) a verébalakúak (Passeriformes) rendjébe, ezen belül a csuszkafélék (Sittidae) családjába tartozó faj.

## Rendszerezése
A fajt Richard Bowdler Sharpe angol ornitológus írta le 1884-ben.

## Előfordulása
A Franciaországhoz tartozó Korzika szigetén honos. Természetes élőhelyei a szubtrópusi és trópusi lombhullató erdők. Magassági vonuló.

## Megjelenése
Testhossza 12 centiméter, testtömege 12–14,4 gramm. Kicsi,kis fejű és rövid csőrű. Fehér szemöldöksávja erősen elüt a fekete fejtetőtől (a hím esetében, a tojó fejteteje kékesszürke), a hím szemsávja fekete a nőstényé szürke. Alsó teste szürkés sárgásbarna,torka fehérebb. Tollazatából hiányzik a vörösesbarna szín.
|  |

## Életmódja
Rovarokkal és pókokkal táplálkozik, de magvakat is fogyaszt. Fenyők csúcsán táplálkozik általában cinege módjára,az ágak végén.

## Hangja
Amikor nyugtalan egy rekedt elnyújtott, ˝psehr˝ hangot ismételget (kissé egy ideges seregély hangjára emlékeztetően). Éneke tiszta, hangos,gyors, ˝didididididi˝ trilla  nagyon hasonlít a havasi sarlósfecske hangjára (de mélyülő és lassuló,tempója kissé változhat). Hasonló trillákat kapcsolattartásra is használhat.

## Természetvédelmi helyzete
Az elterjedési területe kicsi, a fakitermelés és a erdőtüzek miatt ez is csökken, egyedszáma 4400 példány alatti és csökken. A Természetvédelmi Világszövetség Vörös listáján sebezhető fajként szerepel.